# Никола Караджов
Вижте пояснителната страница за други личности с името Никола Караджов.
Никола Иванов Караджов е български революционер. Роден в имотно семейство в Клисура през 1841 година. Баща му е член на абаджийския еснаф и като такъв често предприема пътувания по работа до Цариград. По време на посещенията си в столицата на Османската империя се включва в борбата на цариградските българи за църковно-народни свободи. Отдал се изцяло на тази борба, той става един от най-приближените съратници на ревностния църковен деятел Иларион Макариополски.
Първоначалното си образование Никола Караджов завършва в родната си Клисура, а основното – в Копривщица. След това поради доброто финансово състояние на родителите си записва във Френския колеж в Цариград. После продължава образованието си в гимназията в град Загреб, след което учи две години в Духовната академия в същия град.
След завръщането си в България с разширен кръгозор Никола се отдава на просветителска дейност. Двадесет и осем годишен е назначен през 1869 година за учител в Пловдивското епархийско училище.
В тези времена, като милеещ за поробения народ, Никола Караджов се включва в Революционния комитет в Клисура и бързо става негов представител на свиканото в Оборище народно събрание. Тук поради добрите си организаторски качества е избран за секретар на събранието и за член на комисията, която трябва да определи реда, по който ще се извърши въстанието. В денят на обявяванетона въстанието той се намира в Копривщица и с подписа си удостоверява истинността на събитията, описани от Тодор Каблешков в Кървавото писмо. След това яхва коня си и носи препис от него в Клисура.  
Навечерието на събитията от 20 април 1876 г. го сварва в Копривщица, където въстаниците успешно се противопоставят на властите за предотвратяване на замисленото дело. С кратък коментар и подписа си Караджов удостоверява истинността в писмото на Тодор Каблешков до комитетите в Панагюрище, Клисура и Карлово. Като преносител на писмото, предназначено за родното му място, стига за два часа в града и е приет за председател на Военния съвет и за началник на комитетската стража. Тук той организира всичко в дейността по време на дните на Свободата между 20 и 25 април на 1876 година. Когато на 26-и същия месец се появяват ордите на карловския Тосун бей, караджовите другари заемат позициите заедно в местността Зли дол.
След погрома на въстанието Никола Караджов бяга към Копривщица, а оттам заедно с Панайот Волов и Георги Икономов имат намерение да се опитат да минат през Балкана и стигнат до Румъния. На 3 май 1876 година войводата загива в сражение с турска потеря.

## Признание
На Никола Караджов е наречена улица в квартал „Подуяне“ в София (Карта).
В центъра на град Клисура признателното население е издигнало достоен паметник на забележителния си съгражданин. Монументът се намира в градинката пред Историческия музей и представлява войводата в цял ръст, във въстаническа униформа и със сабя в ръка. Изработен е от Надежда Петренко през 1965 г.
През лятото на 2012 г. по инициатива на дружество „Никола Караджов“ е възстановена възпоменателната плоча на паметника, построен на лобното му място в Стара планина.